# طنسا الملق
قرية طنسا الملق هي إحدى القرى التابعة لمركز ناصر في محافظة بني سويف في جمهورية مصر العربية. حسب إحصاءات سنة 2006، بلغ إجمالي السكان في طنسا الملق 10378 نسمة، منهم 5396 رجل و4982 امرأة.